# Let
Letenje općenito znači kretanje živog bića ili zrakoplova kroz zrak pomoću zakona aerodinamike.
Kolokvijalno označava i let tijela koji je ispunjen s plinom manje gustoće od okolnog zraka (arhimedov zakon) kao primjerice Balon. 
Letjeti "kao ptice" je uvijek bio dio ljudskih snova. 